# Micropteromyia ghilarovi
Micropteromyia ghilarovi är en tvåvingeart som beskrevs av Boris Mamaev 1960. Micropteromyia ghilarovi ingår i släktet Micropteromyia och familjen gallmyggor. Inga underarter finns listade i Catalogue of Life.